# Tiarps kyrka
Tiarps kyrka är en kyrkobyggnad som sedan 2010 tillhör Åslebygdens församling (tidigare Tiarps församling) i Skara stift. Den ligger i samhället Tiarp, några kilometer nordöst om Åsle kyrkby, i Falköpings kommun. 

## Kyrkobyggnaden
Tiarps första kyrka i Flittorp brändes ner av danskarna 1612. Den andra kyrkan, som byggdes i Tiarps by, revs 1911. Den tredje, byggd 1910, och nuvarande kyrkan, byggdes där Flittorp och Tiarps gamla kyrkby möts. Kyrkan är byggd i nygotisk stil efter ritningar av arkitekt Lars Emanuel Pettersson. 

## Inventarier
Dopfunten i sandsten är från 1300-talet och har repstavssornament. Nummertavlan i trä med träsiffror är från 1600-talet, liksom rökelsekaret. Altartavlan med motivet Den gode herden har målats av Saga Walli som även målat den mindre tavlan i sakristian. Storklockan blev omgjuten i Jönköping 1838 och lillklockan göts 1751 av Nils Billsten i Skara.
Orgeln är tillverkad av Olof Hammarberg i Göteborg.

## Bildgalleri

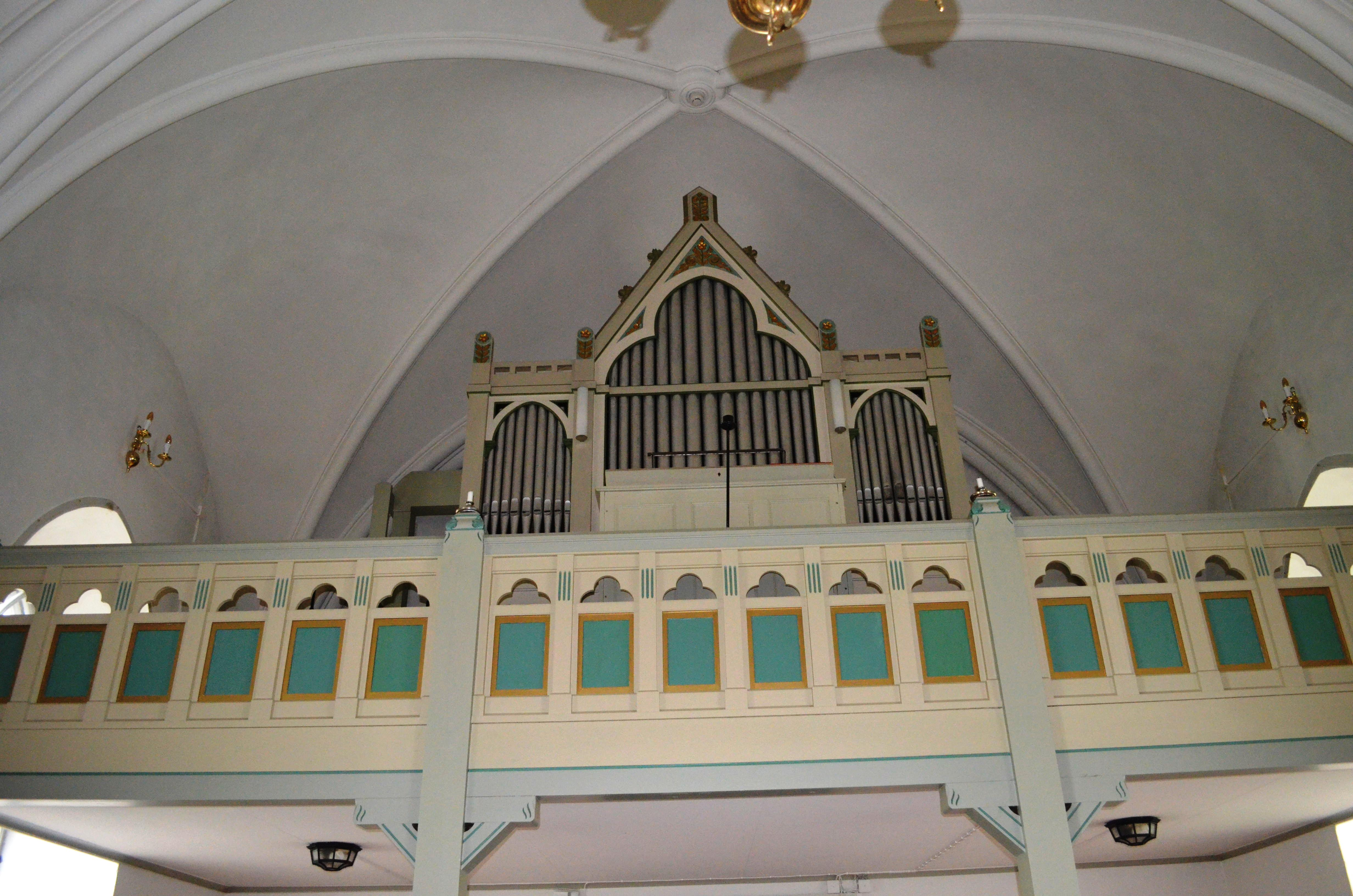
Tiarps kyrkas kyrkorgel
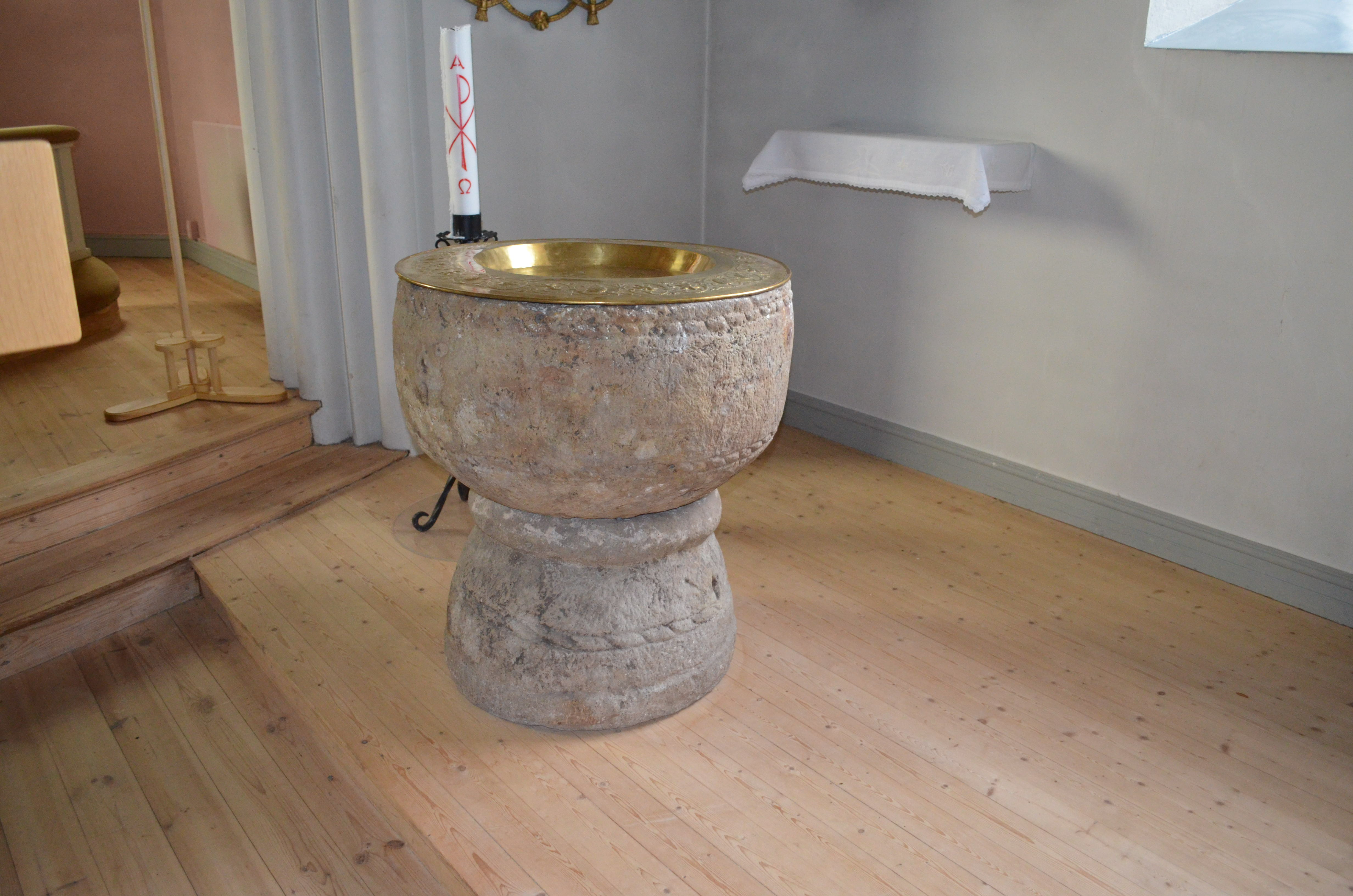
Tiarps kyrkas dopfunt
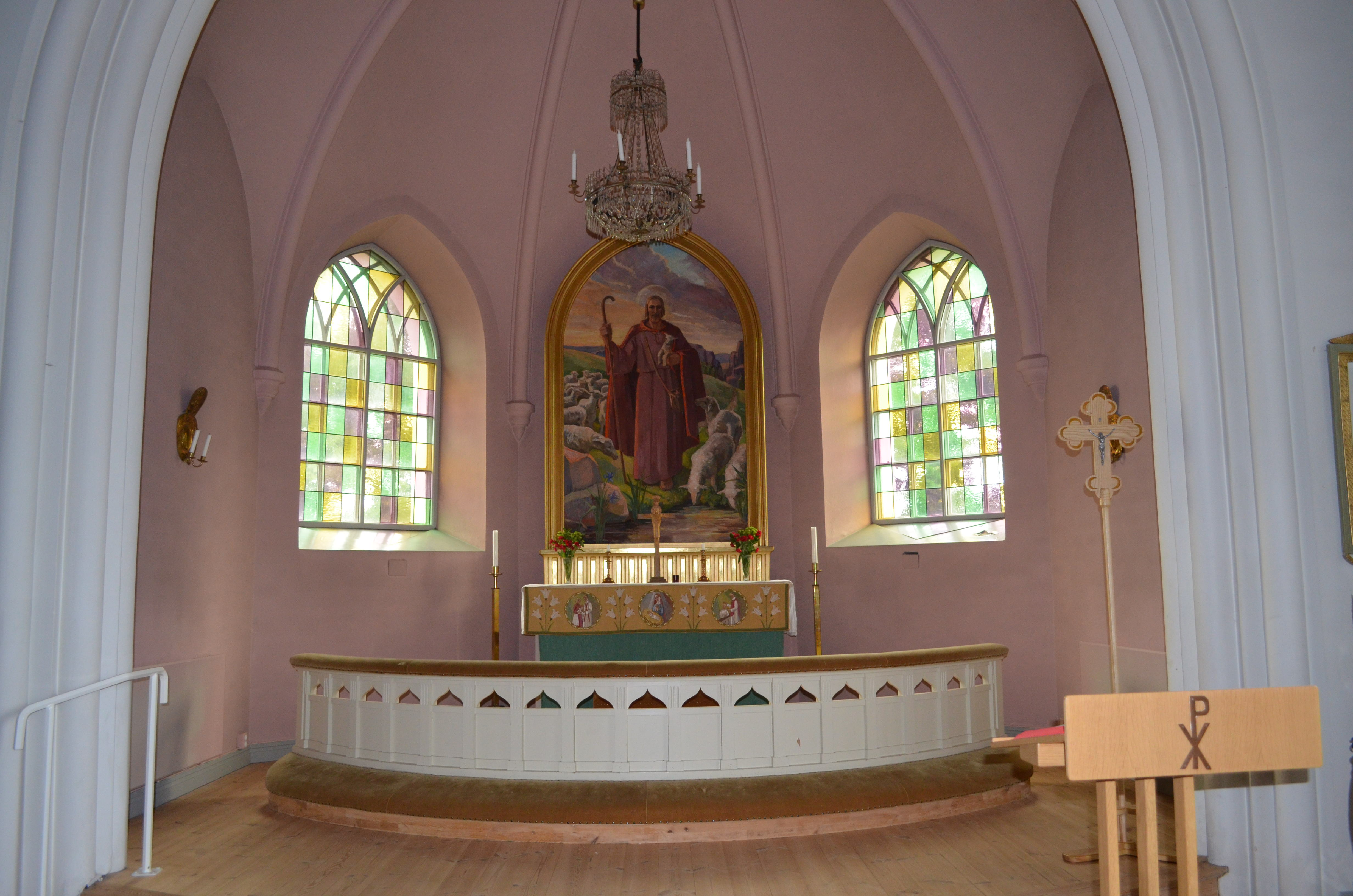
Tiarps kyrkas altare
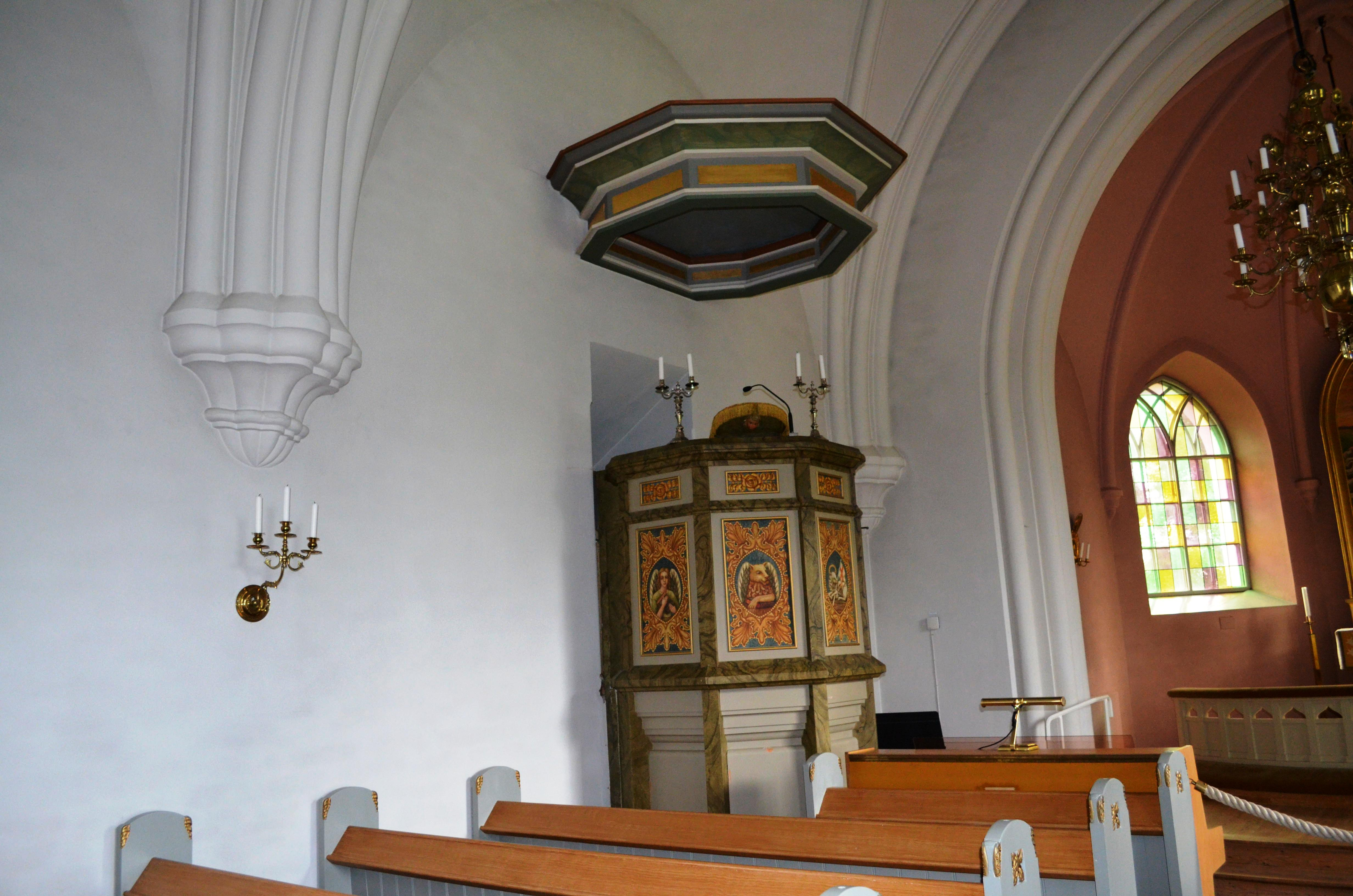
Tiarps kyrkas predikstol